# ZX Spectrum SE
ZX Spectrum SE, v průběhu vývoje označovaný jako Chloe, je návrh počítače kompatibilního s počítačem Sinclair ZX Spectrum. Autory návrhu počítače jsou Andrew Owen a Jarek Adamski. Technicky se jedná o modifikovaný počítač Timex Computer 2048. Jedná se o počítač založený procesoru Z80A. Velikost paměti RAM je 280 KiB a její adresace je kombinace adresování paměti počítačů TS2068 a Sinclair ZX Spectrum 128K+. Počítač obsahuje zvukový čip AY-3-8912, který je adresován jak pomocí portů 49149 a 65533 (jako ZX Spectrum 128), tak pomocí portů 245 a 246 (jako TS2068). Na jeden z I/O portů obvodu AY je připojena paměť RAM o velikosti 8 KiB. Protože počítač používá 255 k nastavování videorežimů a je tedy dekódován jinak než na původním ZX Spectru, nefungují na ZX Spectru SE některé hry.
Počítač není možné koupit, je k dispozici jako rozšíření počítačů TC2048, TC2068, TS2068 a Unipolbrit UK2086. V průběhu vývoje počítače byl vyvinut obvod ULAplus jako náhrada obvodu ULA.
Pro počítač začala vznikat hra ZXU4, varianta hry xu4, remaku hry Ultima IV.

## Technické informace
Počítač má následující technické parametry:
- procesor: Z80A
- paměť RAM: 280 KiB (272 KiB připojitelných do adresního prostoru procesoru, 8 KiB připojených prostřednictvím obvodu AY)
- paměť ROM: 64 KiB, dostupných je pouze 32 KiB, zbývajících 32 KiB je využito pro odchytávání volání TR-DOSu,[3]
- zvukový čip: AY-3-8912
- joystick: Kempston joystick

### Stránkování paměti
Stránkování paměti je kombinace stránkování paměti počítačů TS2068 a ZX Spectrum 128K+. Na rozdíl od počítačů ZX Spectrum 128K+ se ale v oblasti od 32768 do 49151 nezrcadlí stránka č. 2 paměti RAM.
|  | 65535 57344 | RAM 0 | RAM 1    | RAM 2    | RAM 3  | RAM 4 | RAM 5 | RAM 6 | RAM 7 | EX-RAM 7 | DOCK 7 |
|  | 57343 49152 | RAM 0 | RAM 1    | RAM 2    | RAM 3  | RAM 4 | RAM 5 | RAM 6 | RAM 7 | EX-RAM 6 | DOCK 6 |
|  | 49151 40960 | RAM 8 | EX-RAM 5 | DOCK 5   |        |       |       |       |       |          |        |
|  | 40959 32768 | RAM 8 | EX-RAM 4 | DOCK 4   |        |       |       |       |       |          |        |
|  | 32767 24576 | RAM 5 | EX-RAM 3 | DOCK 3   |        |       |       |       |       |          |        |
|  | 24575 16384 | RAM 5 | EX-RAM 2 | DOCK 2   |        |       |       |       |       |          |        |
|  | 16383 8192  | ROM 0 | ROM 1    | EX-RAM 1 | DOCK 1 |       |       |       |       |          |        |
|  | 8191 0      | ROM 0 | ROM 1    | EX-RAM 0 | DOCK 0 |       |       |       |       |          |        |